# Sinas (band)
Sinas is een Nederlandse band die een mix speelt van verschillende muziekculturen als afrobeat, cumbia en balkan.
De band werd opgericht in 2006 door Wouter Schueler en bestond aanvankelijk uit acht leden. De huidige driekoppige bezetting bestaat uit Wouter Schueler (saxofoons, klarinetten), Maarten Helsloot (toetsen) en Benjamin Torbijn (drums en percussie).

## Discografie
| Album      | Verschijnen | Label |                       |      |               |
| ---------- | ----------- | ----- | --------------------- | ---- | ------------- |
| Album      | Verschijnen | Label | Global Exploratons    | 2008 | Sinas Records |
| Album      | Verschijnen | Label | Intergalactic Freedom | 2010 | Sinas Records |
| Petite     | 2014        |       |                       |      | Sinas Records |
| Dutch Wave | 2015        |       |                       |      | Sinas Records |

| Single          | Verschijnen | Album |                          |      |            |
| --------------- | ----------- | ----- | ------------------------ | ---- | ---------- |
| Single          | Verschijnen | Album | Free Energy met Zanillya | 2013 | —          |
| Single          | Verschijnen | Album | Psilocumbia Tampelandia  | 2014 | Dutch Wave |
| Chica Cicada    | 2015        |       |                          |      | Dutch Wave |
| Peck            | 2015        |       |                          |      | Dutch Wave |
| Dutch Wave      | 2015        |       |                          |      | Dutch Wave |
| Sagano By Night | 2015        |       |                          |      | Dutch Wave |